# Ли Марвин
Ли Марвин (енгл. Lee Marvin) био је амерички глумац, рођен 19. фебруара 1924. године у Њујорку, а преминуо је 29. августа 1987. године у Тусону (Аризона).